# Xã Thomastown, Quận Wadena, Minnesota
Xã Thomastown (tiếng Anh: Thomastown Township) là một xã thuộc quận Wadena, tiểu bang Minnesota, Hoa Kỳ. Năm 2010, dân số của xã này là 819 người.